# لويز بيترسن
لويز بيترسن هي غطاسة دنماركية، ولدت في 8 أبريل 1894، وتوفيت في 3 أغسطس 1983.

## وصلات خارجية
- لويز بيترسن على موقع أوليمبيديا (الإنجليزية)